# Rüdiger Lange
Rüdiger Lange (* 19. Juli 1953 in Bonn) ist ein deutscher Herzchirurg und Hochschullehrer.

## Leben
Lange  besuchte das Gymnasium in Rheinbach bei Bonn. Nach dem Abitur studierte er von 1973 bis 1979 Medizin an den Universitäten in Bonn und München. 1979 schloss er das Medizinstudium mit dem 3. Staatsexamen an der Ludwig-Maximilians-Universität München ab. Seine Approbation erhielt er am 30. Oktober 1979 in München. Im Jahre 1980 promovierte er in Bonn zum Dr. med. 1981 begann er eine chirurgische Ausbildung unter dem Professor Fritz Sebening am Deutschen Herzzentrum München. Ein Ausbildungsstipendium der Deutschen Forschungsgemeinschaft ermöglichte ihm von 1981 bis 1983 einen Forschungsaufenthalt an der Harvard Medical School unter der Leitung von Eugene Braunwald am Peter Bent Brigham Hospital in Boston, MA und Shukri Khuri am Veterans Administration Hospital, West Roxbury, MA.
Nach seiner Zeit in Harvard begann er eine allgemeinchirurgische Ausbildung unter Jörg Rüdiger Siewert am Klinikum rechts der Isar der Technischen Universität München. Nach einer weiteren kurzen Periode als Assistenzarzt am Deutschen Herzzentrum München, wechselte er im Jahre 1988 an die Herzchirurgische Klinik an der Ruprecht-Karls-Universität Heidelberg. Dort arbeitete er bis 1999 als Oberarzt und später leitender Oberarzt unter der Leitung von S. Hagl. In Heidelberg konnte er seine Ausbildung in der Kinderherzchirurgie vertiefen. Außerdem leitete er das Herztransplantationsprogramm der Klinik. Im Jahre 1993 habilitierte er an der Universität Heidelberg und erhielt seine Lehrbefugnis.
Im Jahre 1995 wurde er von der Universität Ulm gebeten, vorübergehend die kommissarische Leitung der Herzchirurgie des Universitätsklinikums zu übernehmen. Nach der Anerkennung der Gebietsbezeichnung für Chirurgie am 6. Dezember 1989 bekam er am 24. Mai 1995 die Anerkennung des Teilgebiets Thorax-Herz- und Gefäßchirurgie. Die  Eingriffe in der Lungenchirurgie erlernte er während eines mehrmonatigen Aufenthaltes in der Lungenklinik Rohrbach-Heidelberg. Die Gebietsbezeichnung Arzt für Herzchirurgie erhielt er am 16. Mai 2000. Am 25. April 2005 wurde ihm die Zusatzbezeichnung für spezielle herzchirurgische Intensivmedizin anerkannt.
Mit der Berufung auf den Lehrstuhl für Herz- und Gefäßchirurgie der Technischen Universität München wurde er 1999 zum Universitätsprofessor ernannt und leitet seitdem als Medizinischer Direktor die Klinik für Herz- und Gefäßchirurgie im Deutschen Herzzentrum München. Seit 2019 verantwortet Lange auch die Position des Ärztlichen Direktors des Deutschen Herzzentrums München. Seit dem 1. September 2023 ist er im Ruhestand.
Lange ist Mitglied der Deutschen Gesellschaft für Thorax-, Herz- und Gefäßchirurgie, Deutschen Gesellschaft für Kardiologie, Society of Thoracic Surgeons, American Association for Thoracic Surgery und International Society for Heart & Lung Transplantation.

## Leistungen
- Cone-Operation bei Morbus Ebstein[3]
- Weltweit erste totalendoskopische Mitralklappenrekonstruktion mit dem Telemanipulator „Da Vinci“ im Jahr 2000[4]

## Ehrungen
- Lange ist mit dem Pirogow-Orden der Russischen Föderation ausgezeichnet worden. Die Ehrung erfolgte aufgrund der Empfehlung der Russischen Akademie der Wissenschaften.
- Professor honoris causa verliehen von der Capital Medical University Beijing, China (2006)
- Ernst-Derra-Preis der Deutschen Gesellschaft für Thorax-, Herz- und Gefäßchirurgie (1993)
- Forum-Preis der Deutschen Chirurgischen Gesellschaft (1991)
- Hancock-Editions-Preis der Deutschen Gesellschaft für Thorax-, Herz- und Gefäßchirurgie (1990)
- Heinz-Maier-Leibnitz-Medaille der TU München (2015)[5]